# 中華民國大陸時期法院列表
中華民國大陸時期法院制度是指中華民國大陸時期管轄領域內各級審判機關間之關係。
清宣統二年（1910年），清廷頒行《法院編制法》，仿效歐陸法制，各省根據《法院編制法》中關於各級審判廳設置檢察廳的規定，設立了高等審、檢二廳，並在各縣設立初級審、檢二廳。各級檢察廳的職權規定為：刑事提起公訴；收受訴狀，請求預審及公判；指揮司法員警官逮捕犯罪者；調查事實，搜集證據；民事保護公益，陳述意見；監督審判，並糾正其違誤；監視判決執行；查核審判統計表。
民國成立後，北洋政府未立即頒行法院組織法或訴訟法，而係以「原則上承繼前清法制」的方式作為過渡。採審判廳與檢察廳分立制，兩廳之經費行政各自獨立，但共同隸屬於掌管司法行政監督事務的司法部。民國5年（1916年）修訂的《法院編制法》中，正式刪除了設初級檢察廳的規定。民國6年（1917年），北洋政府頒佈《暫行各縣地方分庭組織法》，規定在地方審判廳附近各縣設立地方分庭。
民國16年（1927年）10月南京國民政府公佈《最高法院組織暫行條例》，實行四級三審制。「四級」即在中央設最高法院，在地方設高等法院，地方法院，在不設地方法院的縣設司法處。「三審」即同一案件可經三級法院審判。規定在最高法院設置檢察署，各級檢察廳一律撤銷。根據這個條例，各省高等審判廳改為高等法院，地方審判廳改稱地方法院。各級檢察廳改為檢察處，廢去廳長職務，另設首席檢察官。檢察處為各省省府的一部分，受司法部和省政府的指揮監督。民國21年（1932年）10月頒佈《法院組織法》，規定中央和地方的普通審判機關，由原來的四級改為三級，即：中央設最高法院，省設高等法院，縣設地方法院。

## 北洋政府時期

### 普通審判廳

#### 高级審判廳
依據民國5年（1916年）修訂的《法院編制法》，高等審判廳設有民事庭、刑事庭、秘書室、人事室、統計室等機構，分別管理案件審理和司法行政事務。人員配置有院長、首席檢察官、民事庭庭長、 刑事庭庭長各1人，推事、檢察官、書記官長、書記官、候補及學習書記官、錄事若干人。

#### 地方審判廳及初级審判廳
依據民國5年（1916年）修訂的《法院編制法》，道級政區設地方審判廳，縣級政區設初級審判廳，設有民事、刑事、簡易、執行等庭，人員配置有院長、首席檢察官、庭長、推事、檢察官、書記官長、書記官、錄事等，分別管轄規定由其受理的第一審案件及舊日道屬各縣的第二審簡易民刑訴訟案件。未設審判廳的各縣之司法事務，由縣公署兼理，並附設審檢所。審檢所內設幫審員1－3人，書記官1－3人，審理第一審民事和刑事案件。民國2年（1913）3月，裁撤審檢所，改為縣知事兼理司法事務，並按照北洋政府頒佈的《縣知事兼理司法事務暫行條例》規定，設承審員協助縣知事審理案件。縣知事關於司法事務受高等審判檢察廳廳長監督，承審員受縣知事之監督。各縣設司法承審員1－2人， 承案書記員1－2人，典獄官1人。

## 南京國府時期

### 普通法院

#### 縣司法處
凡未設立地方法院的縣，設司法處，由縣長兼處長，下設承審員，代行審判案件。受理如下案件：一、民事、刑事第一審訴訟案件。但法律另有規定者，不在此限；二、非訴訟案件。
縣司法處置審判官（審判官有2人以上時，以1人為主任審判官）、書記官（有2人以上時，以1人為主任書記官）、檢驗員、執達員、錄事、司法員警等。

## 列表
以下為《中華民國史·法律志(初稿)》列載中華民國中央政府於1949年12月遷至臺灣前於首都、省與直轄市所設立之高等與地方法院。
| 民國末期各級法院     | 民國末期各級法院 | 民國末期各級法院 | 民國末期各級法院                                                                                   | 民國末期各級法院 |
| 省級行政區           | 高等法院         | 駐地             | 高等法院分院                                                                                       | 地方法院 |
| -------------------- | ---------------- | ---------------- | -------------------------------------------------------------------------------------------------- | --- |
| 江蘇省               | 江蘇高等法院     | 吳縣             | 鎮江分院 淮陰分院 徐州分院 南通分院                                                                | 吳縣、無錫、武進、常熟、松江、溧陽、宜興、關口、崑山、崇明、太倉、嘉定、江陰、奉賢、鎮江、江都、泰縣、東台、丹陽、泰興、六合、金壇、淮陰、興化、高郵、淮安、徐州、東海、南通、如皋、靖江等39個地方法院 |
| 南京市               | 首都高等法院     |                  | 無                                                                                                 | 首都地方法院 |
| 上海市               | 上海高等法院     |                  | 無                                                                                                 | 上海地方法院 |
| 浙江省               | 浙江高等法院     | 杭州市           | 永嘉分院 金華分院 鄞縣分院 臨海分院 麗水分院                                                       | 杭縣、永嘉、金華、鄞縣、紹興、吳興、臨海、衢縣、麗水、建德、諸暨、溫嶺、東陽、餘姚、黃岩、永康、蘭谿、義烏、江山、嵊縣、海寧、嘉善、長興、定海、蕭山、新昌、寧海、龍泉、奉化、瑞安、浦江、天台、仙居、平陽、樂清、青田、縉雲、松陽、上虞、鎮海、平湖、淳安 |
| 安徽省               | 安徽高等法院     | 懷寧縣           | 蚌埠分院 歙縣分院 蕪湖分院 阜陽分院 六安分院 滁縣分院                                              | 懷寧、桐城、廬江、貴池、鳳懷、宿縣、歙縣、休寧、蕪湖、當塗、宣城、涇縣、無為、和縣、南陵、阜陽、臨泉、潁上、立煌、六安、霍邱、合肥、壽縣、滁縣等24個地方法院 |
| 江西省               | 江西高等法院     | 南昌市           | 贛縣分院 九江分院 吉安分院 河口分院 宜春分院 南城分院                                              | 南昌、九江、吉安、臨川、浮梁、鄱陽、河口、贛縣、宜春、南康、寧都、興國、黎川、泰和、大庾、金溪、萍鄉、豐城、上饒、貴溪、南城、清江、玉山、廣豐、永新、信豐等26個地方法院 |
| 湖北省 漢口市        | 湖北高等法院     | 漢口市           | 宜昌分院 襄陽分院 恩施分院 沙市分院 鄖縣分院 黃岡分院                                              | 漢口、武昌、黃岡、江陵、恩施、鄖陽、安陸、鍾祥、襄陽、宜昌、沔陽、廣濟、漢陽、巴東、光化、建始、利川、鄖縣、均縣、自忠、隨縣、南漳、穀城、宣恩、咸豐、荊門、浠水、枝江、黃陂、孝感、應城、天門、棗陽、蒲圻、松滋、大冶、房縣、麻城等38個地方法院 |
| 湖南省               | 湖南高等法院     | 長沙市           | 沅陵分院 桂陽分院 常德分院 邵陽分院 衡陽分院                                                       | 沅陵、桂陽、常德、邵陽、衡陽、長沙、湘潭、零陵、衡山、安化10個地方法院 |
| 四川省 重慶市        | 四川高等法院     | 成都市           | 重慶分院 萬縣分院 瀘縣分院 閬中分院 綿陽分院 樂山分院 達縣分院 酉陽分院 宜賓分院 內江分院 南充分院 | 成都、簡陽、崇慶、彭縣、仁壽、廣漢、灌縣、郫縣、溫江、新都、雙流、重慶、江北、江津、涪陵、永川、合川、長壽、璧山、銅梁、潼南、北碚、綦江、南川、萬縣、奉節、忠縣、開縣、豐都、雲陽、石柱、梁山、瀘縣、合江、富順、敘永、閬中、廣元、南部、綿陽、射洪、劍閣、三台、綿竹、樂山、犍為、眉山、峨眉、達縣、宣漢、大竹、渠縣、酉陽、宜賓、南溪、內江、隆昌、資陽、安岳、威遠、自貢、資中、榮昌、榮縣、南充、岳池、遂寧、廣安等68個地方法院                                                                     |
| 西康省               | 西康高等法院     | 雅安縣           | 康定分院 西昌分院                                                                                  | 康定、雅安、西昌、會理、瀘定、天全、漢源、榮經、越嶲、冕寧等10個地方法院 |
| 福建省               | 福建高等法院     | 福州市           | 廈門分院 建甌分院 晉江分院 永安分院 福安分院                                                       | 林森、思明、莆田、龍溪、晉江、建甌、永安、南平、長汀、福安、福清、長樂、仙游、龍巖、連江、惠安、上杭、建陽、東山等19個地方法院 |
| 臺灣省               | 臺灣高等法院     | 臺北市           | 臺南分院                                                                                           | 臺北、宜蘭、新竹、臺中、嘉義、臺南、高雄、花蓮港等8個地方法院 |
| 廣東省 廣州市        | 廣東高等法院     | 廣州市           | 汕頭分院 北海分院 曲江分院 惠陽分院 高要分院 茂名分院 梅縣分院                                     | 連山、曲江、梅縣、羅定、興寧、高要、合浦，茂名、陽江、龍川、五華、靈山、新會、和平、始興、河源、陸豐、海康、新豐、清遠、新興、陽山、潮安、惠來、欽縣、徐聞、陽春、翁源、惠陽、普寧、電白、三水、鬱南、饒平、從化、四會、廣寧、蕉嶺、揭陽、雲浮、化縣、南雄、封川、大埔、遂溪、廉江、開建、英德、豐順、仁化、信宜、紫金、平遠、吳川、潮陽、開平、鶴山、臺山、花縣、龍門、德慶、連平、海豐、防城、樂昌、恩平、乳源、連縣、汕頭、廣州、順德、中山、增城、湛江、東莞、寶安、博羅、佛岡、高明、等80個地方法院 |
| 廣西省               | 廣西高等法院     | 邕寧縣           | 桂林分院 蒼梧分院 柳江分院 龍津分院 鬱林分院 宜山分院 平樂分院 百色分院                            | 桂林、邕寧、蒼梧、柳江、龍津、鬱林、宜山、平樂、百色、貴縣、容縣、桂平、賀縣、橫縣、懷集、賓陽、平南、博白、全縣、藤縣、都安、北流、鐘山、陸川、荔浦等25個地方法院 |
| 雲南省               | 雲南高等法院     | 昆明市           | 大理分院 昭通分院 建水分院 麗江分院 文山分院 曲靖分院 順寧分院                                     | 昆明、箇舊、昭通、楚雄、大理、寧洱、麗江、文、曲靖、順寧、保山、騰衝、宣威、宜良、建水、賓川 |
| 貴州省               | 貴州高等法院     | 貴陽市           | 鎮遠分院 興仁分院 遵義分院 獨山分院 畢節分院                                                       | 貴陽、遵義、鎮遠、郎岱、安順、獨山、關嶺、大定、畢節、興義、惠水、黔西、盤縣、桐梓、銅仁、都匀、興仁、清鎮、織金、赤水、仁懷、湄潭、金沙、思南、黎平等25個地方法院 |
| 河北省 北平市 天津市 | 河北高等法院     | 北平市           | 天津分院 大名分院 保定分院 唐山分院 石門分院 冀縣分院 邢台分院 河間分院                            | 濼縣、保定、石門、唐山、涿縣、定縣、邢台、河間、大名、冀縣、北平、天津 |
| 山東省 青島市        | 山東高等法院     | 濟南市           | 濟寧分院 青島分院 煙臺分院 泰安分院 益都分院 臨沂分院 菏澤分院                                     | 濟南、青島、即墨、膠縣、高密、濰縣、平度、安邱、濟寧、滋陽、滕縣、鄆城、菏澤、曹縣、臨沂、泰安、沂水等27個地方法院 |
| 河南省               | 河南高等法院     | 開封縣           | 郾城分院 安陽分院 洛陽分院 淮陽分院 南陽分院 潢川分院                                              | 開封、洛陽、南陽、鄭縣、潢川、安陽、汝南、許昌、信陽、淮陽、汲縣、商邱、新蔡、靈寶、郾城等15個地方法院 |
| 山西省               | 山西高等法院     | 太原市           | 運城分院 大同分院 平遙分院 臨汾分院 忻縣分院                                                       | 太原、安邑、大同、新絳、臨汾、榆次、忻縣、平遙 |
| 陝西省 西安市        | 陝西高等法院     | 西安市           | 南鄭分院 榆林分院 安康分院 大荔分院                                                                | 長安、榆林、安康、南鄭、咸陽、臨潼、渭南、三原、邠縣、寶雞、鳳翔、扶風、城固、商縣、蒲城、大荔、盩厔、褒城、興平、華陰等20個地方法院 |
| 甘肅省               | 甘肅高等法院     | 蘭州市           | 平涼分院 天水分院 武威分院 酒泉分院 岷縣分院 慶陽分院                                              | 皋蘭、臨夏、永登、臨洮、定西、隴西、榆中、靜寧、平涼、莊浪、天水、武都、徽縣、西和、禮縣、甘谷、秦安、通渭、成縣、武威、張掖、民勤、古浪、酒泉、岷縣、慶陽、寧縣、正寧、靈台、涇川30個地方法院 |
| 寧夏省               | 寧夏高等法院     | 銀川市           | 無                                                                                                 | 賀寧、河東、衛寧、惠平、平磴 |
| 青海省               | 青海高等法院     | 西寧市           | 無                                                                                                 | 西寧、樂都、民和、湟源、化隆、貴德、大通 |
| 綏遠省               | 綏遠高等法院     | 歸綏市           | 包頭分院                                                                                           | 歸綏、包頭、陝壩、豐鎮等4個地方法院 |
| 察哈爾省             | 察哈爾高等法院   | 張垣市           | 無                                                                                                 | 萬全、張北 |
| 熱河省               | 熱河高等法院     | 承德縣           | 無                                                                                                 | 承德、濼平、平泉、隆化、淩源、朝陽、阜新、建平、赤峰、圍場 |
| 遼寧省 大連市 瀋陽市 | 遼寧高等法院     | 瀋陽市           | 錦州分院                                                                                           | 瀋陽、錦縣、鐵嶺、撫順、遼陽、營口、黑山、復縣、海城、本溪、綏中、興城、錦西、北鎮、義縣、新民、盤山、台安、遼中、彰武、康平、新賓、清源、鞍山、蓋平、法庫等26個地方法院 |
| 安東省               | 安東高等法院     | 通化市           | 無                                                                                                 | 安東、莊河、岫岩、鳳城、寬甸、桓仁、通化、輯安、柳河、金川、輝南、濛江等12個地方法院 |
| 遼北省               | 遼北高等法院     | 四平市           | 無                                                                                                 | 四平、開原、昌圖、西豐、遼源、西安、海龍、東豐、梨樹、長嶺等10個地方法院 |
| 吉林省               | 吉林高等法院     | 長春市           | 永吉分院                                                                                           | 長春、永吉、德惠、農安、九台、磐石、樺甸、榆樹、伊通、懷德等10個地方法院 |
| 松江省 哈爾濱市      | 松江高等法院     |                  | 無                                                                                                 | 無 |
| 合江省               | 合江高等法院     |                  | 無                                                                                                 | 無 |
| 黑龍江省             | 黑龍江高等法院   |                  | 無                                                                                                 | 無 |
| 嫩江省               | 嫩江高等法院     |                  | 無                                                                                                 | 無 |
| 興安省               | 興安高等法院     |                  | 無                                                                                                 | 無 |
| 新疆省               | 新疆高等法院     | 迪化市           | 庫車分院 喀什分院                                                                                  | 迪化、哈密、奇台、吐魯番、綏來、鄯善、景化、庫爾勒、巴楚、拜城、于闐、伊犁、塔城、承化、庫車、阿克蘇、焉耆、喀什、和闐、莎車、葉城21個地方法院 |
| 海南特別行政區       | 海南高等法院     | 海口市           | 崖縣分院                                                                                           | 瓊山、文昌、澄邁、感恩、萬寧、瓊東、崖縣、昌江、臨高、樂會、定安、陵水、白沙、保亭、樂東等15個地方法院 |
| 西藏地方             | 無               |                  | 無                                                                                                 | 無 |
| 蒙古地方             | 無               |                  | 無                                                                                                 | 無 |
| 總計                 | 37               |                  | 119                                                                                                | 748 |

- 注1：東北九省大多數高等法院及地方法院，在《中華民國史·法律志(初稿)》上有編制，但實際並未成立。
- 注2：《中華民國史·法律志(初稿)》廣東高等法院北海分院分作合浦及湛江2個分院，此處以《廣東省志·司法行政志》為準。
- 注3：《中華民國史·法律志(初稿)》以廣西高等法院的本院在桂林，邕寧為分院；據《廣西通志·司法行政志》及《廣西通志·審判志》，廣西高等法院的本院在邕寧，桂林實為分院。
- 注4：山東高等法院益都分院，《中華民國史·法律志(初稿)》作德縣分院，此處以《山東省志·司法志》為準。
- 注5：遼北高院地方法院的數量，《遼寧省志·司法行政志》作8所，此處以《四平市志》為準。

## 參閱
- 中華民國法院制度：司法院、最高法院
- 人民法院